# Prydz Channel
Koordinaten: 67° 0′ S, 73° 0′ O
Der Prydz Channel (englisch) ist eine Tiefseerinne in der Prydz Bay in Ostantarktika. Sie verläuft in einer Tiefe von 500 m unter dem Meeresspiegel vom Kontinentalhang bis zum Amery-Becken zwischen der Fram-Bank und der Four Ladies Bank.
Das Antarctic Names Committee of Australia benannte sie 1991 in Anlehnung an die Benennung der gleichnamigen Bucht. Deren Namensgeber ist Olaf Petter Blankenborg Prydz (1882–1951), Leiter der Hvalfangernes Assuranceforening (Walfängerversicherung) im norwegischen Sandefjord.